# 나시슈나이더만도

나시슈나이더만도의 예시

나시슈나이더만도(Nassi–Shneiderman diagram, NSD)는 컴퓨터 프로그래밍에서 구조적 프로그래밍을 위한 그래피컬한 디자인 표현이다. 이것은 1972년 당시 스토니브룩 대학교의 대학원생들이었던 아이작 나시와 벤 슈나이더가 개발하였다. 이 도표들은 프로그램의 구조를 보여준다는 면에서 스트럭토그램(structograms)이라고도 부른다.

## 같이 보기
- 순서도
- 의사코드